# James Dillion
James Leo „Jim” Dillion (ur. 2 maja 1929 w Plain City w stanie Ohio, zm. 16 września 2010 w Arlington w Teksasie) – amerykański lekkoatleta dyskobol, medalista olimpijski.
Na igrzyskach olimpijskich w 1952 w Helsinkach zdobył brązowy medal za innym Amerykaninem Simem Inessem i obrońcą tytułu Adolfo Consolinim z Włoch, a przed kolejnym Amerykaninem Fortune Gordienem.
Dillion był mistrzem Stanów Zjednoczonych (AAU) w 1952. Zdobył również akademickie mistrzostwo Stanów Zjednoczonych (NCAA) w 1951 i 1954.
Jego rekord życiowy w rzucie dyskiem wynosił 55,07 m (1955), a w pchnięciu kulą 16,11 m (1952).
Ukończył studia na Auburn University w Alabamie. Po zakończeniu kariery sportowej pracował jako mechanik samolotowy.